# Victor von Richter

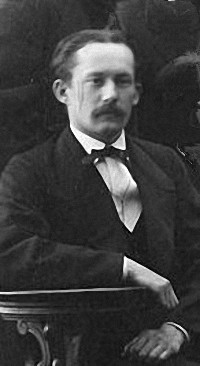
Bei der Gründung der Russischen Chemischen Gesellschaft, 1868

Victor von Richter (* 15. April 1841 in Doblen, Gouvernement Kurland; † 8. Oktober 1891 in Breslau) war ein deutscher Chemiker.

## Leben

### Herkunft und Familie
Victor von Richter war der Sohn des deutschbaltischen Predigers Julius Wilhelm Theophil von Richter (1808–1892), der erst eine Gemeinde in Doblen im russländischen Kurland hatte, 1850 in die Hauptstadt St. Petersburg wechselte und 1870 Bischof wurde. 
1887 heiratete er die verwitwete Frau Vogel von Falkenstein (sie war ebenfalls schwer an Tuberkulose erkrankt und starb 1891).

### Werdegang
Victor von Richter besuchte die St. Annenschule in St. Petersburg und studierte an der Kaiserlichen Universität Dorpat zuerst Physik und dann Chemie. Nach der Promotion (Kandidatentitel) 1863 (Dissertation: Über die organischen Säuren mit drei Sauerstoffatomen) wechselte er als Assistent für Chemie an das Technologische Institut in St. Petersburg und erlangte dort 1867 den Magistergrad. Ab 1871 lehrte er dort analytische Chemie. 1872 wurde er an der Universität St. Petersburg zum Dr. chem. habilitiert (russischer Doktortitel). 1872 wurde er Professor für allgemeine und analytische Chemie am Agronomischen Institut in Pulawy (Nowo Alexandria). Einen Ruf an die Universität Kasan schlug er aus. 1872 unternahm er eine Auslandsreise um die Sammlungen des Instituts zu vervollständigen und ausländische landwirtschaftliche Institute kennenzulernen und 1873 war er auf der Weltausstellung in Wien und auf dem vierten Kongress russischer Naturforscher in Kasan. 1874 musste er aufgrund einer Tuberkulose-Erkrankung seine Professur aufgeben und reiste zur Genesung in Gebiete mit milderem Klima (Frankreich, Italien, Türkei). Er war längere Zeit in Bonn, wo er sich wieder der Chemie widmete. Im Jahre 1875 wurde er Privatdozent an der Universität Breslau mit der Antrittsvorlesung Über das periodische System der Elemente und das neu entdeckte Element Gallium (die übrigen Habilitationsleistungen wurden ihm erlassen). 1879 wurde er dort zum a. o. Professor der Chemie. Der Lehrstuhlinhaber Carl Löwig war damals schon weit über siebzig und hatte die Lust an Vorlesungstätigkeit und die damit verbundene Anpassung an den aktuellen Stand der Wissenschaft verloren. Er gab an von Richter zunächst nur die Leitung des Labors für organische Chemie ab und ließ ihn Vorlesungen über technische Chemie halten. In dieser schwierigen untergeordneten Stellung blieb er bis zum Tod von Löwig 1890. Anregungen, die er sich bei längerem Aufenthalt am Chemischen Institut in München 1882/83 holte, konnte er nicht weiter verfolgen. Hinzu kam der erneute Ausbruch seiner Krankheit, die ihn regelmäßig zu längeren Kuraufenthalten in Görbersdorf in Schlesien zwangen. 1890 wurde er zum Direktor des Landwirtschaftlich-Technologischen Instituts berufen als Nachfolger von Friedlaender, das dafür zu einem eigenständigen Institut erhoben wurde. Er starb an Tuberkulose. Zuvor unternahm er noch eine größere Reise nach St. Petersburg, wo er seinen Vater besuchte, der inzwischen Bischof geworden war, London, wo er eine Versammlung der British Association for the Advancement of Science besuchte, deren Mitglied er war, und Deutschland, wo er chemische Fabriken besuchte.

## Werk
Auf dem Gebiet der Organischen Chemie befasste sich v. Richter mit Reaktionen benzoider (aromatischer) Verbindungen (er festigte wesentlich die Theorie der Aromate von August von Kekulé und behandelte zum Beispiel Brom-Derivate des Benzols). Dabei entdeckte er die später nach ihm benannte Von-Richter-Reaktion und eine Heterocyclen-Synthese (’Cinnolin-Ringschluss nach von Richter)‘.
Er trat auch als Verfasser von Lehrbüchern hervor, die weite Verbreitung in Russland, Deutschland, Italien und den USA fanden (es gab auch eine holländische Übersetzung). Sein Lehrbuch der anorganischen Chemie erschien zuerst 1875 in deutscher Sprache in Bonn. Er benutzte systematisch das Periodensystem von Mendelejew und Lothar Meyer und trug damit zu dessen Verbreitung bei. In der zweiten Auflage 1878 (mit einem Abschnitt über Kristallographie) und eine dritte 1881 (mit einem Abschnitt über Thermochemie). Bis 1889 folgten drei weitere Auflagen und Richter übersetzte das Buch auch selbst ins Russische (sechs Auflagen 1874 bis 1887). Er bemühte sich Zusammenhänge darzustellen und nicht nur ein technisches Kompendium oder eine Rezeptsammlung zu veröffentlichen und trennte klar Hypothesen und Abstraktionen von gesicherten Tatsachen. 1876 folgte die erste Auflage seines Lehrbuchs der organischen Chemie. Richter veröffentlichte schon ab 1869 in den Berichten der Deutschen Chemischen Gesellschaft insbesondere über Entwicklungen in Russland.

## Schriften
- Chemie der Kohlenstoffverbindungen. Cohen, Bonn, 1. Auflage 1876, 7. Aufl. / neu bearb. von R. Anschütz 1894 Digitalisierte Ausgabe der Universitäts- und Landesbibliothek Düsseldorf
- V. v. Richter's Lehrbuch der anorganischen Chemie : mit 90 Holzschnitten u. 1 Spectraltaf. Cohen, Bonn, 1. Auflage 1875, 8. Aufl. / neu bearb. von H. Klinger 1895 Digitalisierte Ausgabe der Universitäts- und Landesbibliothek Düsseldorf
- Victor von Richter´s Textbook of Inorganic Chemistry, Philadelphia, Blakiston´s Sons 1900 (Übersetzer Edgar F. Smith)
- Victor Von Richter's Organic Chemistry; Or, Chemistry of the Carbon Compounds, Philadelphia, Blakiston´s Sons 1900
  - Ausgabe in vier Bänden, 3. Auflage, Elsevier, New York 1938 bis 1947
- Traité de chimie organique. Paris 1918 Digitalisierte Ausgabe der Universitäts- und Landesbibliothek Düsseldorf

1866 erschien auf Russisch sein Lehrbuch der Titration.